# Shwebo
Shwebo és una ciutat a la divisió de Sagaing, a Myanmar, situada 113 km al nord-oest de Mandalay a la riba oriental del riu Chindwin. Hi passa la línia de ferrocarril Mandalay-Myitkyina, però s'hi arriba millor per una carretera en raonablement bon estat des de Mandalay i Monywa. És capital del districte de Shwebo i del twoship de Shwebo. Consta al cens del 1983 amb una població de 52.185 habitants i estimada de 79.800 el 2000. Geo Names li dona 88.914 habitants en data no assenyalada però vers el 2005. El 1891 tenia 9.368 habitants i el 1901 eren 9.626.
A la part nord de la ciutat, a Uyindaw, hi ha uns jardins. Al sud-est una església catòlica i una altra església cristiana al nord-oest. L'antic palau reial (i la muralla dins la qual estava) ja va desaparèixer al segle xix. La moderna ciutat fou obra del rei Alompra o Aluangpaya; també la pagoda de Shwechettho fou obra d'aquest rei igual que un llac reial al nord. La moderna ciutat es va desenvolupar a partir de la part oriental de l'antiga ciutat de Moksongapoywa o Moksobo, el seu nom quan es va fundar.

## Història
Shwebo fou la capital reial de Birmània amb el rei Alaungpaya, nadiu de Shwebo (com Maung Aung Zeya o U Aung Zeya), des de 1752 fins a 1760. Va utilitzar la ciutat com a base per portar a terme una rebel·lió reeixida contra els Mon, conquerint Innwa i Baixa Birmània, establint la dinastia Konbaung i el tercer Imperi Birmà. la ciutat fou anomenada (com a títol, no pas com a nom) Yangyiaung (la victoriosa). El va succeir el seu fill gran Naungdawgyi (1760-1764), i el seu successor i germà Sinbyushin, després de dos anys, va traslladar la capital a Innwa (1766). La ciutat va començar a decaure. El 1837 sota el rei Bagysaw, el seu germà el príncep de Thayetmyo i Tharrawaddy, va canviar el nom de Moksobo a Shwebo. El mateix any el príncep va enderrocar al seu germà el rei amb el suport de la gent de Shwebo, molts dels quals eren alts oficials militars i de la cort. Quan Mindon Min, fill de Tharrawaddy va planejar agafar el poder se'n va anar a Shwebo (1852) i el 1853 va donar el cop d'estat contra el seu germà Pagan Min (1846-1853). En el regnat de Mindon Min (1853-1878) el seu nebot, el príncep de Padein, va anar a Shwebo i va conspirar contra el seu oncle per enderrocar-lo, però aquesta vegada no va tenir èxit. El 1886 un destacament britànic es va dirigir a la ciutat i en va prendre possessió, però va tornar immediatament a Mandalay estimulant als rebels de la regió dirigits per Mintha Hmat i altres. Mintha va devastar la ciutat i els britànics van retornar i un mesos després es va establir un campament militar. El 1888 es va organitzar la municipalitat.